# Ladock
Ladock – wieś w Anglii, w Kornwalii. Leży 47 km na północny wschód od miasta Penzance i 364 km na zachód od Londynu. W 2001 miejscowość liczyła 1522 mieszkańców.